# Must teemant
Must teemant (zu deutsch Der schwarze Diamant) ist der Titel eines estnischen Stummfilms aus dem Jahr 1923. Die Regie lag bei Fjodor Ljubovski und Jakob Sildnik.

## Inhalt
Der Tartuer Fotograf Sildnik fing in dem Kurzfilm schöne Szenen seiner Heimatstadt ein.

## Produktion, Veröffentlichung
Must teemant war nach Vanaema kingitus der zweite Spielfilm des Duos Fjodor Ljubovski und Jakob Sildnik im Jahr 1923.
Die Kritiker bemängelten bei dem kurzen Film vor allem die von Sildnik gewählte Bezeichnung Estnisches Kunstdrama, da die Vorlage für die Handlung nicht aus der estnischen Literatur stammte.
Die Premiere des Films fand am 30. Oktober 1923 statt.